# Filip Ivić
Filip Ivić (Zagreb, 30. kolovoza 1992.), hrvatski rukometni vratar i igrač hrvatske rukometne reprezentacije.

## Karijera
S mladom reprezentacijom 2011. na svjetskom prvenstvu plasirao se na 8. mjesto. Za seniorsku reprezentaciju Hrvatske nastupa od SP 2013.
Član RK Zagreba od 2008. Igrao je za francuski Chambéry Savoie HB. Bio je jedan od deset najboljih mladih (do 22 godine) igrača u Ligi prvaka 2012. po izboru Handnewsa.
Zbog toga što je prisustvovao Thompsonovu koncertu na hipodromu, RK Vojvodina raskinula je ugovor koji je tri tjedna ranije s njim sklopila. Na koncertu je nosio dres s natpisom Nikole Pokrivača.

## Vanjske poveznice
- Profil na Handball-Talents  Arhivirana inačica izvorne stranice od 14. siječnja 2013. (Wayback Machine)